# 多福寺 (埼玉県三芳町)
多福寺（たふくじ）は、埼玉県入間郡三芳町にある臨済宗妙心寺派の寺院。

## 歴史
1696年（元禄9年）、柳沢吉保の開基である。吉保は当時川越藩の藩主であり、三富新田の開拓を進めていた。そして入植者の一体感醸成と精神的支柱を持たせるため、入植者の菩提寺として創建されたのが当寺の起源である。
そのような経緯もあり、当寺には吉保に係わる寺宝が多い。埼玉県の文化財に指定されている銅鐘には、吉保の功績などが刻まれている。他にも1945年（昭和20年）に開拓250周年記念として、吉保を顕彰する「保山侯頌徳碑」が建てられている。

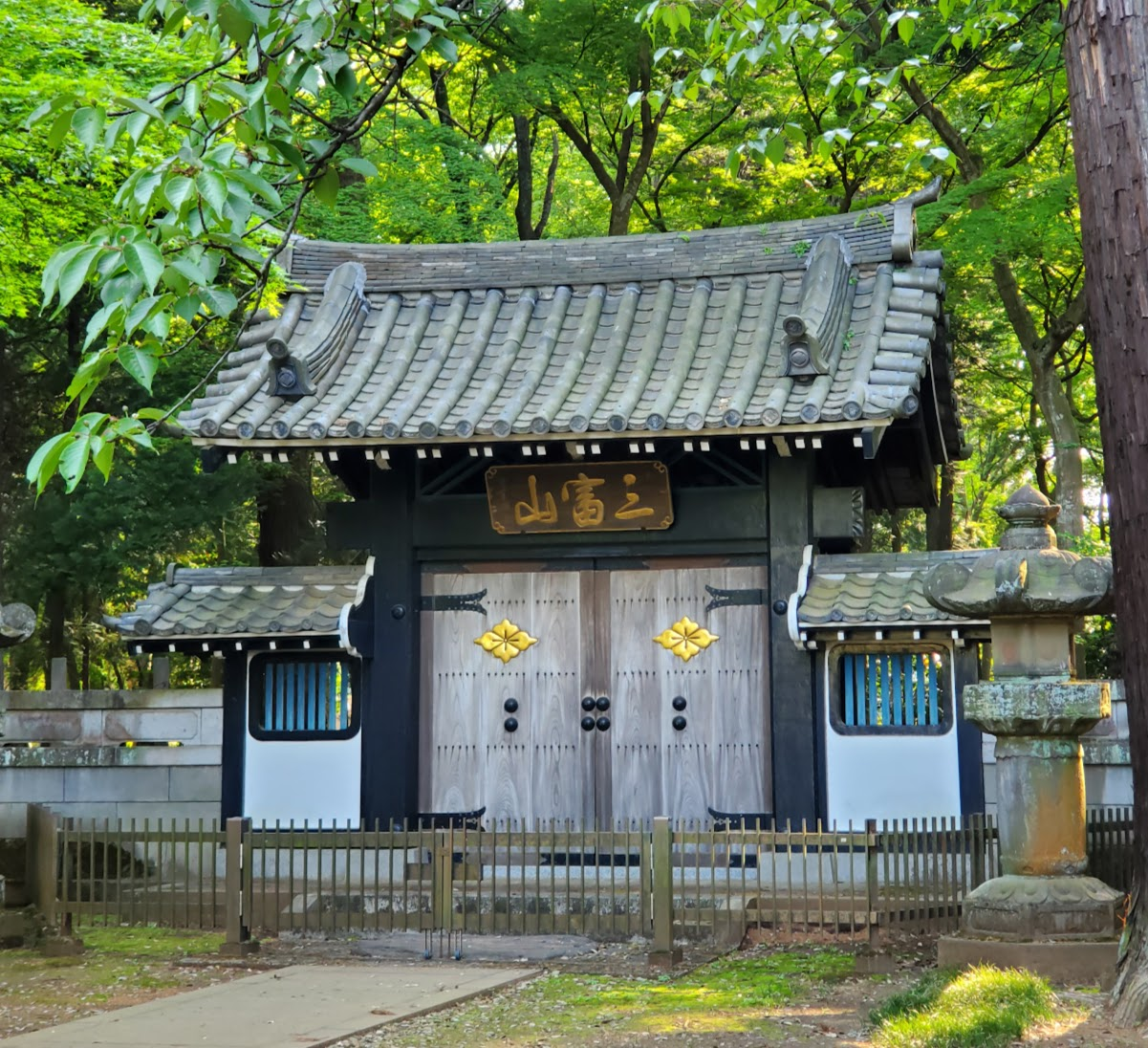
総門。正月のみ開かれる。

## 文化財
- 銅鐘（埼玉県指定有形文化財 昭和39年3月27日指定）[4]
- 多福寺の穀倉（三芳町指定文化財 有形文化財 建造物 昭和59年12月21日指定）[5]

## 交通アクセス
- 路線バス西原住宅入口停留所より徒歩22分。